# Mainling (häradshuvudort i Kina, Tibet Autonomous Region, lat 29,22, long 94,21)
Mainling (kinesiska: Milin, 米林, Bangjia, 邦加, 米林镇) är en häradshuvudort i Kina. Den ligger i den autonoma regionen Tibet, i den sydvästra delen av landet, omkring 300 kilometer öster om regionhuvudstaden Lhasa. Antalet invånare är 5 617. Befolkningen består av 2 626 kvinnor och 2 991 män. Barn under 15 år utgör 19,0 %, vuxna 15-64 år 76 %, och äldre över 65 år 3,0 %.
Runt Mainling är det mycket glesbefolkat, med 2 invånare per kvadratkilometer. Närmaste större samhälle är Tungdor, 12,7 km väster om Mainling. I omgivningarna runt Mainling växer i huvudsak barrskog.
Genomsnittlig årsnederbörd är 1 239 millimeter. Den regnigaste månaden är juni, med i genomsnitt 285 mm nederbörd, och den torraste är januari, med 3 mm nederbörd.